# Conus bonaerensis
Conus bonaerensis é uma espécie de gastrópode do gênero Conus, pertencente a família Conidae.